# Nothing but the Beat
Nothing but the Beat —en español: ‘Nada más que el ritmo’— es el quinto álbum de estudio del disc-jockey y productor musical francés David Guetta. El álbum fue lanzado en formato doble, el 26 de agosto de 2011 por el sello discográfico de Virgin Records, EMI. El primer disco contiene géneros como el house, electro house, hip house, dance pop, electropop, R&B, hip hop, pop y rap, cuenta con colaboraciones musicales de los artistas Flo Rida, Nicki Minaj, Taio Cruz, Ludacris, Afrojack, Jennifer Hudson, Usher, Sia, Chris Brown, Lil Wayne, Taped Rai, Jessie J, Timbaland, Dev y Tegan and Sara; además de las apariciones de will.i.am y Akon, ambos ya habían trabajado con Guetta en su cuarto álbum, One Love. En comparación, el segundo disco incluye temas puramente instrumentales. Las críticas del álbum fueron mixtas. Dentro del álbum hubo cuatro canciones que ingresaron en el top 20 del Billboard Hot 100, «Where Them Girls At», «Without You», «Turn Me On» y «Titanium».
El álbum recibió una nominación en 2012 al Premio Grammy en la categoría "Mejor álbum de dance/electrónica", en el que resultó ganador el productor estadounidense Skrillex, con su obra, Scary Monsters and Nice Sprites.
El álbum fue relanzado el 7 de septiembre de 2012, bajo el nombre Nothing but the Beat 2.0. Incluye seis nuevas pistas, entre ellas su primer sencillo «She Wolf (Falling To Pieces)», nuevamente con la colaboración de la australiana Sia, quien anteriormente trabajó con Guetta en la canción «Titanium».

## Sencillos
- «Where Them Girls At», cuenta con las voces de Flo Rida y Nicki Minaj, fue lanzado como el primer sencillo el 2 de mayo de 2011. Debutó en el número catorce en el Billboard Hot 100, convirtiéndose en un éxito en los Estados Unidos.[15][16] La canción estuvo en el top 10 en dieciocho países, y alcanzó el número uno en las listas oficiales de Escocia y el UK Dance Chart.

- El segundo sencillo del álbum es, «Little Bad Girl» con Taio Cruz y Ludacris fue lanzado el 27 de junio de 2011 y se ha convertido en un éxito, alcanzando lo más alto en las listas musicales. El video musical fue lanzado el 18 de julio de 2011.

- El tercer sencillo del álbum es «Without You» con Usher, y alcanzó el número 3, el video musical fue filmado en julio de 2011, y fue lanzado el 14 de octubre de 2011.[17][18] Fue un éxito en la radio en los Estados Unidos.[19][20]

- El cuarto sencillo del álbum es «Titanium», con la cantante Sia. Fue publicado el 28 de noviembre de 2011 y el tema llegó en 2012 al primer lugar del chart británico y solo se promocionó en Europa.

- El quinto sencillo del álbum es «Turn Me On» con Nicki Minaj.[21] y alcanzó el número 3 en el Billboard Hot 100. El video musical fue filmado en noviembre de 2011 por el director Sanji y fue publicado oficialmente el 14 de febrero de 2012.[22]

- El sexto sencillo del álbum es «I Can Only Imagine». En él, colaboran Chris Brown y el rapero Lil Wayne. Fue lanzado mundialmente el 4 de mayo de 2012.

- «The Alphabeat», canción instrumental proveniente del disco 2 del álbum «Nothing But The Beat», fue publicado como sencillo promocional, el 27 de marzo de 2012.

- «She Wolf (Falling to Pieces)», lanzado como el séptimo sencillo. Cuenta nuevamente con la colaboración de Sia, y sirviendo para promocionar la reedición del álbum, Nothing but the Beat 2.0. Un EP con remixes de la canción realizados por Michael Calfan y Sandro Silva se puso a disposición exclusivamente a través de Beatport el 7 de agosto de 2012. El sencillo fue lanzado mundialmente a través de iTunes, el 21 de agosto de 2012.

- «Just One Last Time», estrenada el 15 de noviembre de 2012, como el segundo sencillo del álbum Nothing But The Beat 2.0, o bien, como el octavo sencillo del álbum Nothing But The Beat. Cuenta con la voz de los cantantes del grupo sueco Taped Rai.

- «Metropolis», cuenta con la colaboración del disc jockey y productor holandés Nicky Romero. Fue lanzado, como sencillo promocional en formato digital el 11 de abril de 2012. Este es la primera sencillo de Guetta con su propio sello discográfico, Jack Back Records. La canción fue lanzada como el tercer sencillo de la reedición del álbum de David Guetta, Nothing but the Beat 2.0. La canción fue escrita y producida por David Guetta, Giorgio Tuinfort y Nicky Romero.

- «Play Hard», con la colaboración de las voces de Ne-Yo y Akon, del relanzamiento del quinto álbum de estudio de Guetta, Nothing But The Beat 2.0. La canción fue escrita por David Guetta, Aliaune Thiam, Shaffer Smith, Giorgio Tuinfort y Frédéric Riesterer. La canción entró a la UK Singles Chart en el puesto 22. Incorpora notablemente elementos de la canción «Better Off Alone» de Alice DeeJay y DJ Jurgen.

## Lista de canciones

### Edición estándar
| Disco 1 (Vocal Álbum) |                                                     | |                                                                                  |          |  |
| N.º                   | Título                                              | Escritor(es) | Productor(es)                                                                    | Duración |  |
| 1.                    | «Where Them Girls At» (con Flo Rida y Nicki Minaj)  | Michael Caren, Jared Cotter, Tramar Dillard, David Guetta, Onika Maraj, Juan Silinas, Oscar Silinas, Giorgio Tuinfort, Sandy Wilhelm                                       | David Guetta, Sandy Vee                                                          | 3:30     |  |
| 2.                    | «Little Bad Girl» (con Taio Cruz y Ludacris)        | Christopher Bridges, Taio Cruz, David Guetta, Ludacris, Giorgio Tuinfort, Frédéric Riesterer & Taio Cruz                                                                   | David Guetta, Giorgio Tuinfort, Frédéric Riesterer, Black Raw*                   | 3:10     |  |
| 3.                    | «Turn Me On» (con Nicki Minaj)                      | Ester Dean, David Guetta, Giorgio Tuinfort | David Guetta, Giorgio Tuinfort, Black Raw*                                       | 3:19     |  |
| 4.                    | «Sweat» (Snoop Dogg vs. David Guetta)               | Calvin Broadus, David Singer-Vine, Niles Hollowell-Dhar, David Guetta, Giorgio Tuinfort, Frédéric Riesterer, Derek Jenkins, Cheri Williams, Dwayne Richardson, Cassio Ware | David Guetta, Giorgio Tuinfort, Frédéric Riesterer, Niles Hollowell-Dhar         | 3:16     |  |
| 5.                    | «Without You» (con Usher)                           | Usher Raymond, Taio Cruz, Rico Love, Guetta, Tuinfort, Riesterer | David Guetta, Giorgio Tuinfort, Black Raw*                                       | 3:28     |  |
| 6.                    | «Nothing Really Matters» (con will.i.am)            | William Adams, Guetta, Tuinfort, Riesterer, Pierre-Luc Rioux | David Guetta, Giorgio Tuinfort, Frédéric Riesterer                               | 3:39     |  |
| 7.                    | «I Can Only Imagine» (con Chris Brown y Lil' Wayne) | Christopher Maurice Brown, Dwayne Carter, Jacob Luttrell, Nasri Atweh, David Guetta, Tuinfort, Riesterer                                                                   | David Guetta, Frédéric Riesterer, Black Raw*                                     | 3:29     |  |
| 8.                    | «Crank It Up» (con Akon)                            | Aliaune Thiam, Guetta, Tuinfort, Riesterer | David Guetta, Giorgio Tuinfort, Frédéric Riesterer, Fabian Lenssen, Silvio Ecomo | 3:12     |  |
| 9.                    | «I Just Wanna F***» (con Timbaland y Dev)           | Luttrell, Amy Kaup, Jessica Sarangay, Singer-Vine, Hollowell-Dhar, Guetta, Nick van de Wall                                                                                | David Guetta, Afrojack                                                           | 3:23     |  |
| 10.                   | «Night of Your Life» (con Jennifer Hudson)          | David Guetta, Giorgio Tuinfort, Crystal Nicole Johnson, Anthony Preston | David Guetta, Giorgio Tuinfort                                                   | 3:41     |  |
| 11.                   | «Repeat» (con Jessie J)                             | Jessica Cornish, The Invisible Men, Ali Tennant, Guetta, Riesterer, Tuinfort                                                                                               | David Guetta, Giorgio Tuinfort, Frédéric Riesterer                               | 3:26     |  |
| 12.                   | «Titanium» (con Sia)                                | Sia Furler, David Guetta, Giorgio Tuinfort, Nick van de Wall | Guetta, Tuinfort, Afrojack                                                       | 4:05     |  |

| iTunes Store bonus track |                                      |                                                                            |          |  |
| N.º                      | Título                               | Escritor(es)                                                               | Duración |  |
| 13.                      | «I'm a Machine» (con Crystal Nicole) | Crystal Nicole Johnson, David Guetta, Giorgio Tuinfort, Frédéric Riesterer | 3:34     |  |

### Disco 2 (Álbum electrónico)
| Disco 2 (Álbum electrónico) |                                        |                                                                                    |                                                    |          |  |
| N.º                         | Título                                 | Escritor(es)                                                                       | Productor (es)                                     | Duración |  |
| 1.                          | «The Alphabeat»                        | David Guetta, Giorgio Tuinfort                                                     | David Guetta, Giorgio Tuinfort, Black Raw*         | 4:29     |  |
| 2.                          | «Lunar» (David Guetta y Afrojack)      | David Guetta, Giorgio Tuinfort, Nick van de Wall                                   | David Guetta, Afrojack                             | 5:16     |  |
| 3.                          | «Sunshine» (David Guetta y Avicii)     | David Guetta, Giorgio Tuinfort, Tim Bergling                                       | David Guetta, Giorgio Tuinfort, Avicii             | 6:00     |  |
| 4.                          | «Little Bad Girl» (Instrumental Edit)  | Christopher Bridges, Taio Cruz, David Guetta, Giorgio Tuinfort, Frédéric Riesterer | David Guetta, Giorgio Tuinfort, Frédéric Riesterer | 4:02     |  |
| 5.                          | «Metro Music»                          | David Guetta, Giorgio Tuinfort                                                     | David Guetta, Giorgio Tuinfort                     | 4:13     |  |
| 6.                          | «Toy Story»                            | David Guetta, Giorgio Tuinfort                                                     | David Guetta, Giorgio Tuinfort                     | 3:45     |  |
| 7.                          | «The Future» (David Guetta y Afrojack) | David Guetta, Nick van de Wall                                                     | David Guetta, Afrojack                             | 4:16     |  |
| 8.                          | «Dreams»                               | David Guetta, Giorgio Tuinfort, Frédéric Riesterer                                 | David Guetta, Giorgio Tuinfort, Frédéric Riesterer | 4:48     |  |
| 9.                          | «Paris»                                | David Guetta, Frédéric Riesterer                                                   | David Guetta, Frédéric Riesterer                   | 4:40     |  |
| 10.                         | «Glasgow»                              | David Guetta, Giorgio Tuinfort                                                     | David Guetta, Giorgio Tuinfort, Black Raw*         | 5:13     |  |

(*) indica producción adicional

### Edición de los Estados Unidos
| N.º | Título                                              | Escritor(es) | Productor(es)                                                                    | Duración |  |
| 1.  | «Where Them Girls At» (con Flo Rida y Nicki Minaj)  | Michael Caren, Jared Cotter, Tramar Dillard, David Guetta, Onika Maraj, Juan Silinas, Oscar Silinas, Giorgio Tuinfort, Sandy Wilhelm                                       | David Guetta, Sandy Vee                                                          | 3:14     |  |
| 2.  | «Little Bad Girl» (con Taio Cruz y Ludacris)        | Christopher Bridges, Taio Cruz, Guetta, Frédéric Riesterer, Tuinfort | David Guetta, Giorgio Tuinfort, Frédéric Riesterer                               | 3:12     |  |
| 3.  | «Turn Me On» (con Nicki Minaj)                      | Ester Dean, David Guetta, Giorgio Tuinfort | David Guetta, Giorgio Tuinfort                                                   | 3:19     |  |
| 4.  | «Sweat» (Snoop Dogg vs. David Guetta)               | Calvin Broadus, David Singer-Vine, Niles Hollowell-Dhar, David Guetta, Giorgio Tuinfort, Frédéric Riesterer, Derek Jenkins, Cheri Williams, Dwayne Richardson, Cassio Ware | David Guetta, Giorgio Tuinfort, Frédéric Riesterer                               | 3:15     |  |
| 5.  | «Without You» (con Usher)                           | Usher Raymond, Taio Cruz, Rico Love, Guetta, Tuinfort, Riesterer | David Guetta, Giorgio Tuinfort                                                   | 3:28     |  |
| 6.  | «Nothing Really Matters» (con will.i.am)            | William Adams, Guetta, Tuinfort, Riesterer, Pierre-Luc Rioux | David Guetta, Giorgio Tuinfort, Frédéric Riesterer                               | 3:39     |  |
| 7.  | «I Can Only Imagine» (con Chris Brown y Lil' Wayne) | Christopher Maurice Brown, Dwayne Carter, Jacob Luttrell, Nasri Atweh, Guetta, Tuinfort, Riesterer                                                                         | David Guetta, Frédéric Riesterer                                                 | 3:39     |  |
| 8.  | «Crank It Up» (con Akon)                            | Aliaune Thiam, Guetta, Tuinfort, Riesterer | David Guetta, Giorgio Tuinfort, Frédéric Riesterer, Fabian Lenssen, Silvio Ecomo | 3:12     |  |
| 9.  | «I Just Wanna F***» (con Timbaland y Dev)           | Luttrell, Amy Kaup, Jessica Sarangay, Singer-Vine, Hollowell-Dhar, Guetta, Nick van de Wall                                                                                | David Guetta, Afrojack                                                           | 3:32     |  |
| 10. | «Lunar» (David Guetta y Afrojack)                   | David Guetta, Giorgio Tuinfort, Nick van de Wall | David Guetta, Giorgio Tuinfort, Afrojack                                         | 5:16     |  |
| 11. | «Night of Your Life» (con Jennifer Hudson)          | David Guetta, Giorgio Tuinfort, Crystal Nicole Johnson, Anthony Preston | David Guetta, Giorgio Tuinfort                                                   | 3:41     |  |
| 12. | «Repeat» (con Jessie J)                             | Jessica Cornish, The Invisible Men, Ali Tennant, Guetta, Riesterer, Tuinfort                                                                                               | David Guetta, Giorgio Tuinfort, Frédéric Riesterer                               | 3:32     |  |
| 13. | «Titanium» (con Sia)                                | Sia Furler, David Guetta, Giorgio Tuinfort, Nick van de Wall | Guetta, Tuinfort, Afrojack                                                       | 4:05     |  |

### Deluxe Edition
| Disc 3: Party Mix | |          |  |
| N.º               | Título                                                                                                 | Duración |  |
| 1.                | «Where Them Girls At» (con Flo Rida and Nicki Minaj) (Nicky Romero & Sidney Samson Remix) [Party Mix]) | 4:18     |  |
| 2.                | «Turn Me On» (con Nicki Minaj) (Sidney Samson Remix)                                                   | 5:15     |  |
| 3.                | «Sweat» (Snoop Dogg vs. David Guetta) (David Guetta & Afrojack Dubstep Remix) [Party Mix])             | 6:03     |  |
| 4.                | «Paris»                                                                                                | 4:03     |  |
| 5.                | «Without You» (con Usher) (Nicky Romero Remix) [Party Mix])                                            | 4:15     |  |
| 6.                | «Little Bad Girl» (con Taio Cruz & Ludacris) (New Club Edit) [Party Mix])                              | 4:14     |  |
| 7.                | «The Future» (David Guetta & Afrojack) [Party Mix])                                                    | 3:56     |  |
| 8.                | «Titanium» (con Sia) [Party Mix])                                                                      | 4:00     |  |
| 9.                | «Sunshine» (David Guetta & Avicii) [Party Mix])                                                        | 5:30     |  |
| 10.               | «Lunar» (David Guetta & Afrojack) [Party Mix])                                                         | 4:50     |  |

### Nothing but the Beat 2.0
| 2.0 Edition |                                                                       | |                                                             |          |  |
| N.º         | Título                                                                | Escritor(es) | Productor(es)                                               | Duración |  |
| 1.          | «Titanium» (con Sia)                                                  | Sia Furler, Guetta, Tuinfort, van de Wall | Guetta, Tuinfort, Afrojack                                  | 4:05     |  |
| 2.          | «Turn Me On» (con Nicki Minaj)                                        | Ester Dean, Guetta, Tuinfort | Guetta, Tuinfort, Black Raw*                                | 3:19     |  |
| 3.          | «She Wolf (Falling to Pieces)» (con Sia)                              | Guetta, Chris Braide, Sia Furler, Giorgio Tuinfort                                                                                                  | Guetta, Tuinfort                                            | 3:42     |  |
| 4.          | «Without You» (con Usher)                                             | Usher Raymond IV, Cruz, Rico Love, Guetta, Tuinfort, Riesterer                                                                                      | Guetta, Tuinfort, Riesterer, Black Raw*                     | 3:28     |  |
| 5.          | «I Can Only Imagine» (con Chris Brown & Lil Wayne)                    | Christopher Brown, Dwayne Carter, Jacob Luttrell, Nasri Atweh, Guetta, Tuinfort, Riesterer                                                          | Guetta, Riesterer, Black Raw*                               | 3:29     |  |
| 6.          | «Play Hard» (con Ne-Yo & Akon)                                        | Guetta, Aliaune Thiam, Shaffer Smith, Tuinfort, Riesterer                                                                                           | Guetta, Tuinfort, Riesterer                                 | 3:21     |  |
| 7.          | «Wild One Two» (Jack Back con David Guetta, Nicky Romero & Sia)       | Guetta, Romero, Tramar Dillard, Raphaël Judrin, Pierre-Antoine Melki, Sia Furler, Axwell, Jacob Luttrell, Marcus Cooper, Benjamin Maddahi           | Guetta, Nicky Romero, soFLY & Nius, Axwell                  | 3:09     |  |
| 8.          | «Just One Last Time» (con Taped Rai)                                  | Guetta, Tuinfort, Tom Liljegren, Alexander Ryberg                                                                                                   | Guetta, Tuinfort                                            | 3:48     |  |
| 9.          | «In My Head» (David Guetta & Daddy's Groove con Nervo)                | Carlo Grieco, Daddy's Groove, Guetta, Giovanni Romano                                                                                               | Daddy's Groove, Guetta                                      | 3:51     |  |
| 10.         | «Where Them Girls At» (con Nicki Minaj & Flo Rida)                    | Tramar Dillard, Onika Maraj, Juan Silinas, Oscar Silinas, Jared Cotter, Michael Caren, David Guetta, Giorgio Tuinfort, Sandy Vee                    | Guetta, Vee, Caren                                          | 3:14     |  |
| 11.         | «Little Bad Girl» (con Taio Cruz & Ludacris)                          | Taio Cruz, Christopher Bridges, Guetta, Tuinfort, Frédéric Riesterer                                                                                | Guetta, Tuinfort, Riesterer, Black Raw*                     | 3:10     |  |
| 12.         | «Sweat (Remix)» (Snoop Dogg vs. David Guetta)                         | Calvin Broadus, Cheri Williams, Derek Jenkins, Dwayne Richardson, Cassio Ware, David Singer-Vine, Niles Hollowell-Dhar, Guetta, Tuinfort, Riesterer | Guetta, Tuinfort, Riesterer                                 | 3:15     |  |
| 13.         | «Crank It Up» (con Akon)                                              | Aliaune Thiam, Guetta, Tuinfort, Riesterer | Guetta, Tuinfort, Riesterer, Fabian Lenseen*, Silvio Ecomo* | 3:12     |  |
| 14.         | «Nothing Really Matters» (con will.i.am)                              | William Adams, Guetta, Tuinfort, Riesterer, Pierre-Luc Rioux                                                                                        | Guetta, Tuinfort, Riesterer                                 | 3:39     |  |
| 15.         | «Every Chance We Get We Run» (David Guetta & Alesso con Tegan & Sara) | Guetta, Giorgio Tuinfort, Frédéric Riesterer, Lindblad, Sara Quin, Tegan Quin                                                                       | Alesso, Guetta, Riesterer, Tuinfort                         | 4:00     |  |
| 16.         | «Sunshine (Edit)» (David Guetta & Avicii)                             | Guetta, Giorgio Tuinfort, Tim Bergling | David Guetta, Giorgio Tuinfort, Tim Bergling                | 3:52     |  |
| 17.         | «Lunar (Edit)» (David Guetta & Afrojack)                              | Guetta, Nick van de Wall, Giorgio Tuinfort | David Guetta, Nick van de Wall                              | 3:10     |  |
| 18.         | «What The F***»                                                       | Guetta, Frédéric Riesterer | David Guetta, Frédéric Riesterer                            | 4:07     |  |
| 19.         | «Metropolis (Edit)» (David Guetta & Nicky Romero)                     | Guetta, Giorgio Tuinfort | David Guetta, Giorgio Tuinfort, Nicky Romero                | 3:10     |  |
| 20.         | «The Alphabeat»                                                       | Guetta, Giorgio Tuinfort | David Guetta, Giorgio Tuinfort, Black Raw*                  | 4:29     |  |
| 21.         | «Toy Story»                                                           | Guetta, Tuinfort | David Guetta, Giorgio Tuinfort                              | 3:45     |  |

En la edición de Latinoamérica el tema 'Toy Story' es reemplazado por 'Titanium (Spanish Version)' con la colaboración de la cantante argentina Mey.

## Posicionamiento en listas y certificaciones
| País (2011)    | Lista                               | Posición | Ref.   |
| -------------- | ----------------------------------- | -------- | ------ |
| Alemania       | German Albums Chart                 | 1        | [ 29 ] |
| Argentina      | CAPIF ranking mensual               | 8        | [ 30 ] |
| Australia      | Australian Albums Chart             | 3        | [ 31 ] |
| Austria        | Austrian Albums Chart               | 1        | [ 32 ] |
| Bélgica        | Belgian Albums Chart (Flandes)      | 2        | [ 33 ] |
| Bélgica        | Belgian Albums Chart (Valonia)      | 1        | [ 34 ] |
| Canadá         | Canadian Albums Chart               | 2        | [ 35 ] |
| Croacia        | Croatian International Albums Chart | 5        | [ 36 ] |
| Dinamarca      | Danish Albums Chart                 | 14       | [ 37 ] |
| España         | Spanish Albums Chart                | 1        | [ 38 ] |
| Estados Unidos | Billboard 200                       | 4        | [ 39 ] |
| Estados Unidos | Billboard Dance/Electronic Albums   | 1        | [ 40 ] |
| Finlandia      | Finnish Albums Chart                | 7        | [ 41 ] |
| Francia        | French Albums Chart                 | 1        | [ 42 ] |
| Hungría        | Hungarian Albums Chart              | 8        | [ 43 ] |
| Irlanda        | Irish Albums Chart                  | 2        | [ 44 ] |
| Italia         | Italian Albums Chart                | 4        | [ 45 ] |
| México         | Mexican Albums Chart                | 3        | [ 46 ] |
| Noruega        | Norwegian Albums Chart              | 5        | [ 47 ] |
| Nueva Zelanda  | New Zealand Albums Chart            | 3        | [ 48 ] |
| Países Bajos   | Dutch Albums Chart                  | 3        | [ 49 ] |
| Polonia        | Polish Albums Chart                 | 8        | [ 50 ] |
| Portugal       | Portuguese Albums Chart             | 1        | [ 51 ] |
| Reino Unido    | UK Albums Chart                     | 2        | [ 52 ] |
| Reino Unido    | UK Dance Albums Chart               | 1        | [ 53 ] |
| Suecia         | Swedish Albums Chart                | 19       | [ 54 ] |
| Suiza          | Swiss Albums Chart                  | 1        | [ 55 ] |

| País        | Organismo certificador | Certificación    | Simbolización | Ventas    | Ref.   |
| ----------- | ---------------------- | ---------------- | ------------- | --------- | ------ |
| Alemania    | BVMI                   | Disco de Platino |               | 400.000   | [ 56 ] |
| Australia   | ARIA                   | Disco de Platino |               | 140.000   | [ 57 ] |
| Austria     | IFPI                   | Disco de Oro     |               | 10.000    | [ 58 ] |
| Bélgica     | BEA                    | Disco de Oro     |               | 15.000    | [ 59 ] |
| Canadá      | Music Canada           | Disco de Platino |               | 160.000   | [ 60 ] |
| Colombia    | ASINCOL                | Disco de Oro     |               | 5.000     | [ 61 ] |
| España      | PROMUSICAE             | Disco de Platino |               | 60.000    | [ 62 ] |
| Europa      | IFPI                   | Disco de Platino |               | 1.000.000 | [ 63 ] |
| Finlandia   | Musiikkituottajat      | Disco de Oro     |               | 15.000    | [ 64 ] |
| Francia     | SNEP                   | Disco de Platino |               | 300.000   | [ 65 ] |
| Italia      | FIMI                   | Disco de Oro     |               | 30.000    | [ 66 ] |
| México      | AMPROFON               | Disco de Oro     |               | 30.000    | [ 67 ] |
| Polonia     | ZPAV                   | Disco de Oro     |               | 10.000    | [ 68 ] |
| Reino Unido | BPI                    | Disco de Platino |               | 300.000   | [ 69 ] |

## Historial de lanzamientos
| País           | Fecha                   | Formato                            | Discográfica              | Edición                                    | Ref.                 |
| -------------- | ----------------------- | ---------------------------------- | ------------------------- | ------------------------------------------ | -------------------- |
| Australia      | 26 de agosto de 2011    | Compact disc, descarga digital     | EMI Music                 | Edición Simple                             | [ 70 ] [ 71 ]        |
| Alemania       | 26 de agosto de 2011    | LP, compact disc, descarga digital | EMI Music                 | Edición Simple                             | [ 72 ] [ 73 ] [ 74 ] |
| Irlanda        | 26 de agosto de 2011    | Compact disc, descarga digital     | EMI Music                 | Edición Simple                             | [ 75 ]               |
| India          | 26 de agosto de 2011    | Compact disc                       | EMI Music                 | Edición Simple                             | [ 76 ]               |
| Países Bajos   | 26 de agosto de 2011    | LP, compact disc, descarga digital | EMI Music                 | Edición Simple                             | [ 77 ] [ 78 ]        |
| Reino Unido    | 29 de agosto de 2011    | Compact disc                       | Positiva Records          | Edición Simple                             | [ 79 ]               |
| Dinamarca      | 29 de agosto de 2011    | Compact disc                       | EMI Music                 | Edición Simple                             | [ 80 ]               |
| Canadá         | 29 de agosto de 2011    | Compact disc                       | EMI Music                 | Edición Simple                             | [ 81 ]               |
| Polonia        | 29 de agosto de 2011    | LP, Compact disc                   | EMI Music                 | Edición Simple                             | [ 82 ]               |
| Francia        | 29 de agosto de 2011    | LP, Compact disc                   | Virgin Records, EMI Music | Edición Simple                             | [ 83 ] [ 84 ]        |
| Italia         | 30 de agosto de 2011    | LP, Compact disc                   | EMI Music                 | Edición Simple                             | [ 85 ] [ 86 ]        |
| Estados Unidos | 30 de agosto de 2011    | Compact disc                       | Astralwerks               | Edición Simple (Versión de Estados Unidos) | [ 87 ]               |
| Brasil         | 31 de agosto de 2011    | Compact disc                       | EMI Music                 | Edición Simple                             | [ 88 ]               |
| Alemania       | 25 de noviembre de 2011 | Compact disc                       | EMI Music                 | Edición Deluxe                             | [ 26 ]               |
| Reino Unido    | 28 de noviembre de 2011 | Compact disc                       | Positiva Records          | Edición Deluxe                             | [ 89 ]               |
| Dinamarca      | 30 de noviembre de 2011 | Compact disc                       | EMI Music                 | Edición Deluxe                             | [ 90 ]               |

### Sucesión en listas
| Predecesor: Born This Way de Lady Gaga | Dance/Electronic Albums — Álbum N.º 1 17 de septiembre de 2011 — 24 de septiembre de 2011 | Sucesor: Born This Way de Lady Gaga |